# Cukrownia Kruszwica 11–12
Die schmalspurigen Dampflokomotiven der Cukrownia Kruszwica (in der heutigen Woiwodschaft Kujawien-Pommern, bis 1919 Kruschwitz in der preußischen Provinz Posen) mit den Bezeichnungen 11–12 und einer Spurweite von 750 mm wurden von Henschel im Jahr 1924 gebaut. Die Lokomotiven waren Zeit ihres Betriebslebens bei der Zuckerfabrik im Einsatz und wurden nach der Verstaatlichung der Betriebe in Polen als CK 11–12, später CK 3–4 bezeichnet. Die Lokomotive CK 3 ist eine der am längsten in Betrieb befindlichen Dampflokomotiven in Polen und war im Jahr 1987 noch im gelegentlichen Einsatz bei der Zuckerfabrik. Die Lokomotive ist heute (2023) im Eisenbahnmuseum in Sochaczew als Exponat erhalten.

## Geschichte

### Vorkriegszeit
1924 kaufte die Zuckerfabrik in Kruszwica auf Vermittlung der Firma WOLWIS für ihre Zuckerrübenbahn diese zwei Dampflokomotiven von Henschel & Sohn. Sie zählten zum Typ 80 PS und besaßen die Fabriknummern 20314 und 20315. Nach der Ankunft bei der Zuckerfabrik erhielten sie die Nummern 11 und 12.
Im Lokomotivpark der Zuckerfabrik Kruszwica waren es die stärksten Lokomotiven, sie besaßen allerdings nicht genügend Vorräte, um auch größere Distanzen zu bewältigen. Aus diesem Grund baute die Werkstatt der Zuckerfabrik bald nach ihrem Einsatzbeginn zwei kleine zweiachsige Tender zum Einsatz hinter den beiden Lokomotiven. Die Tender trugen dieselbe Bezeichnung wie die Lokomotiven.
Von da an bedienten die Lokomotiven den Hauptverkehr bei der Zuckerfabrik. Eine besonders wichtige Rolle spielten sie beim Personenzug von Kruszwica nach Piotrków Kujawski, der den Einsatz starker Lokomotiven verlangte. Die Strecke besaß Steigungen bis 16 ‰ und Kurvenradien bis 35 m.

### Nach dem Zweiten Weltkrieg
Nach dem Zweiten Weltkrieg wurden die Betriebe in Polen verstaatlicht und die Cukrownia Kruszwica übernahm viele Fahrzeuge von benachbarten Betrieben. Da außerdem auch viele Fahrzeuge als Neuentwicklungen von Fablok den Fahrzeugpark verstärkten, wurde in den 1950er Jahren die Nummern der beiden Lokomotiven von Henschel geändert. Aus der Nummer 11 wurde die CK 3 und aus der Nummer 12 die CK 4. Bei den Lokomotiven sind folgende Hauptuntersuchungen bekannt, die anfangs in der Werkstatt der Zuckerfabrik durchgeführt wurden; 1930, 1936, 1944, 1950 und 1956. Ab dem Jahr 1958 mussten die Hauptausbesserungen im Zakłady Naprawcze Taboru Kolejowego (ZNTK) Nowy Sącz ausgeführt werden, wobei folgende Ausbesserungstermine bekannt sind; 1962, 1968, 1974 und 1980.
Ab den 1970er Jahren machten sich Rationalisierungen bei der Dampflokausbesserung erforderlich, was viele Zuckerfabriken, Waldbahnen und sonstige Werksbahnen zur Ausmusterung der Dampflokomotiven und zur Beschaffung von Diesellokomotiven zwang. Das machte auch die Ausmusterung der CK 4 im Jahr 1978 erforderlich, die daraufhin verschrottet wurde. Die CK 3 wurde 1986 von dem Eisenbahnmuseum Warschau übernommen, sie wurde noch bis 1987 bei gelegentlichen Einsätzen bei der Zuckerfabrik gesehen. Die Lokomotive ist heute (2023) Exponat im Eisenbahnmuseum in Sochaczew.

## Konstruktion

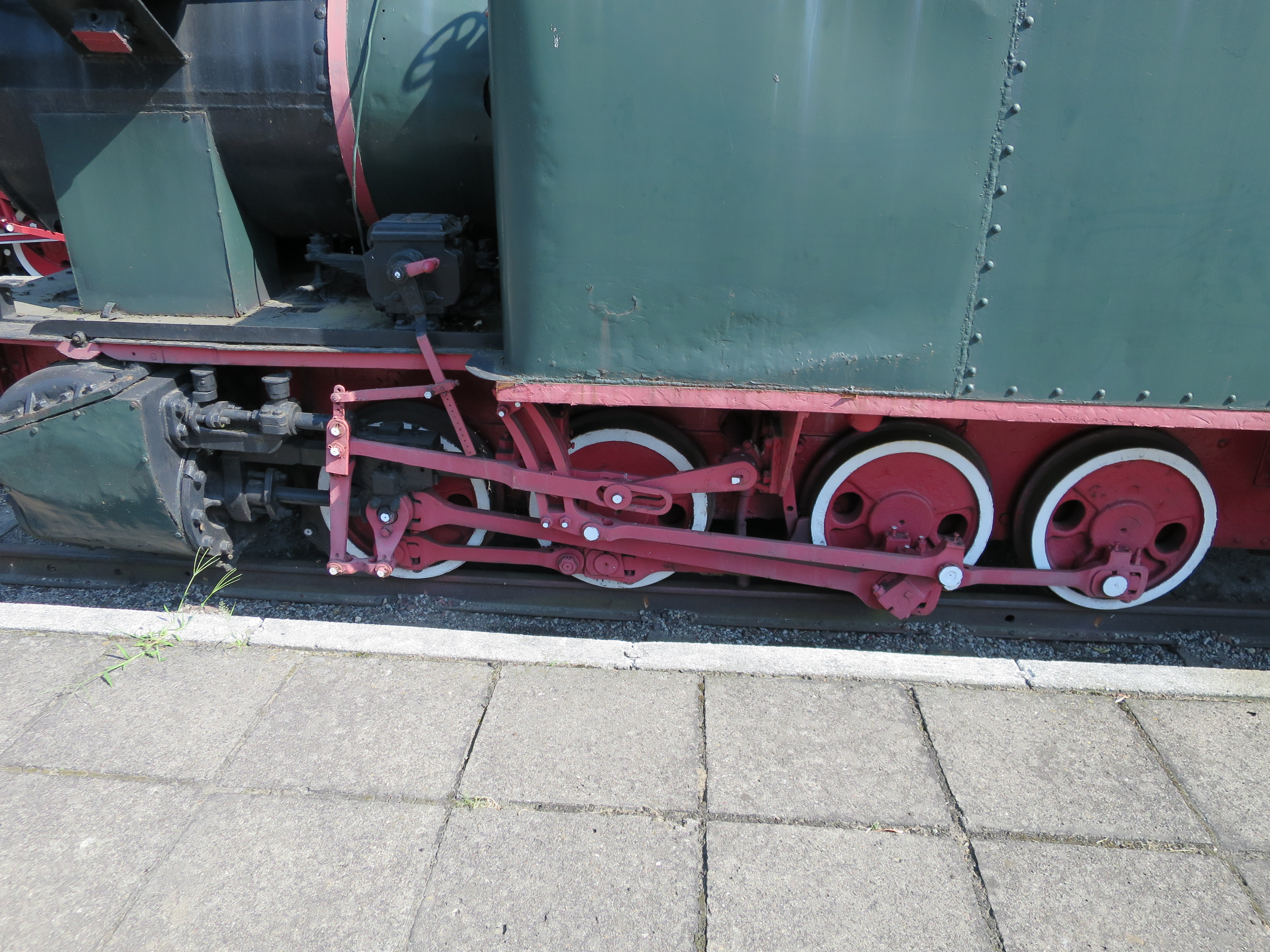
Detailansicht des Laufwerks mit der Steuerung bei der Lokomotive CK 3

Der Blechrahmen mit einer Blechstärke von 12 mm ist auch als Wasserkastenrahmen ausgebildet, verbunden mit den seitlichen Wasserbehältern neben dem Kessel. Er ist verstärkt mit mehreren Querträgern und den stirnseitig angebrachten Pufferbohlen, die auch die Balancierhebelkupplung tragen. Im Rahmen sind die vier Radsätze gelagert, der 2. und 3. Radsatz sind fest gelagert, die Radsätze 1 und 4 besitzen ein Seitenspiel von ±10 mm. Dadurch konnte die Lokomotive auch Kurvenradien bis 35 m durchfahren. Die Räder der Lok haben anstatt Speichen runde Öffnungen, durch diese war es möglich, die Achslager zu schmieren.
Der Flammrohrkessel mit einfacher Dampfdehnung besaß eine kupferne Feuerbüchse, die auf der ersten Hauptausbesserung im ZNTK 1962 durch eine stählerne ersetzt wurde. Der Kessel besteht aus zwei Schüssen. Auf dem ersten Schuss sitzt der Dampfdom mit Regler. Auf dem zweiten Kesselschuss sitzt der Sanddom, mit dem durch Handbedienung Sand zwischen die 2. und 3. Achse herabgelassen werden konnte. Der Kessel besitzt ein Sicherheitsventil der Bauart Ramsbotton. Gespeist wurde der Kessel durch zwei Injektoren Bauart Friedmann. Für den Funkenschutz diente ein einfaches Netz aus Stahl, das bei Bedarf über den Kamin geklappt werden konnte. Die Lokomotive CK 3 wurde auf der letzten Ausbesserung im ZNTK 1980 umfassend umgebaut; sie bekam einen Kessel einer Dampflokomotive Las 47. Dieser stellte sich als zu kurz heraus, deshalb erhielt die Lokomotive eine längere Rauchkammer.
Die Lokomotive besaß einen Ejektor auf der rechten Seite, um Wasser aus offenen Gewässern aufnehmen zu können. Die deutschen Armaturen wurden bei einer Ausbesserung im ZNTK gegen polnische ausgetauscht. Sie besitzt eine charakteristische Zylinderform; diese sind horizontal gelagert und haben schräge obere Abschlüsse. Die Flachschieber sind aber horizontal gelagert. Die Zweizylindermaschine wurde mit einer Heusinger-Steuerung gesteuert, der Kreuzkopf einschienig auf der Gleitbahn geführt. Es wurde die 3. Antriebsachse angetrieben.
Die Lokomotive war lediglich mit der Handbremse ausgerüstet, diese wurde durch einen Hebel auf der Rückseite des Führerhauses bedient und bediente die 1. sowie 3. Achse. Die Lokomotive besaß ursprünglich eine Petroleumbeleuchtung, im ZNTK wurde sie später durch eine elektrische mit einem Turbogenerator für 24 V getauscht. Der Turbogenerator besaß seinen Platz an der Rauchkammer links vom Schornstein. Die Lokomotive führte im linken seitlichen Kasten einen geringen Vorrat an Kohlen über 0,5 t mit. Der Wasservorrat im Rahmenwasserkasten sowie in den restlichen seitlichen Kästen betrug 2 m³. Das erwies sich im Betrieb als zu wenig, deshalb wurde der kleine zweiachsige Tender mit 1,5 t Kohle und 2,5 m³ Wasser dazugekuppelt. Auch dieser Tender besaß eine Handbremse mit Hebelsystem.